# Мухури (Чхороцкуский муниципалитет)
Мухури (груз. მუხური) — село в Грузии. Находится в Чхороцкуском муниципалитете края Самегрело-Верхняя Сванетия. Расположено на Одишской низменности, по левому берегу реки Хоби, на высоте 280 метров над уровня моря.
По данным переписи 2014 года в деревне проживало 1238 человека. Население края исповедует православие и являются прихожанами Сенакский и Чхороцкуйской епархии Грузинской Православной Церкви.